# Brangas rita
Brangas rita is een vlinder uit de familie van de Lycaenidae. De wetenschappelijke naam van de soort werd als Thecla rita in 1945 gepubliceerd door Goodson.